# Polydora wolokowensis
Polydora wolokowensis är en ringmaskart som beskrevs av Zachs 1925. Polydora wolokowensis ingår i släktet Polydora och familjen Spionidae. Inga underarter finns listade i Catalogue of Life.